# Zmotoryzowane Odwody Milicji Obywatelskie
Le Zmotoryzowane Odwody Milicji Obywatelskie (ZOMO; in lingua italiana Riserve motorizzate per la milizia dei cittadini), erano formazioni paramilitari e di polizia attive nella Repubblica Popolare di Polonia. Queste unità d'élite della Milicja Obywatelska ("Milizia cittadina") furono create per affrontare criminali pericolosi, garantire la sicurezza durante gli eventi di massa e fornire assistenza in caso di disastri naturali o altre crisi; tuttavia, sono diventate note per le loro azioni brutali e spesso letali di antisommossa e di repressione delle proteste per i diritti civili.

## Primi anni
Le unità ZOMO furono create il 24 dicembre 1956 sotto il diretto comando del Presidente del Consiglio dei ministri polacco e furono impiegate per la prima volta nel 1957. Nello statuto, la loro missione era definita come "la protezione della nazione," e il loro ruolo principale era quello di una forza di polizia di risposta rapida, strutturata e addestrata dagli istruttori della Schutzpolizei della Repubblica Democratica Tedesca. Dal 1972, tra i doveri della ZOMO vi erano l'antiterrorismo (incluso il contrasto ai dirottamenti aerei), con i Plotoni speciali dello ZOMO (in polacco Plutony Specjalne ZOMO) creati nel 1978. Quando in Polonia crebbe l'opposizione al regime comunista, le unità furono incrementate per contrastare la crescente agitazione, diventando sempre di più delle unità di antisommossa. Nel 1968, le ZOMO furono usate per disperdere le proteste studentesche durante la crisi politica del 1968, portando ad una riforma delle formazioni. Due anni dopo nel 1970, migliaia di truppe dell'Armata popolare polacca e delle ZOMO furono usate per soffocare le proteste del 1970, uccidendo decine di persone e ferendone più di mille.

## Legge marziale

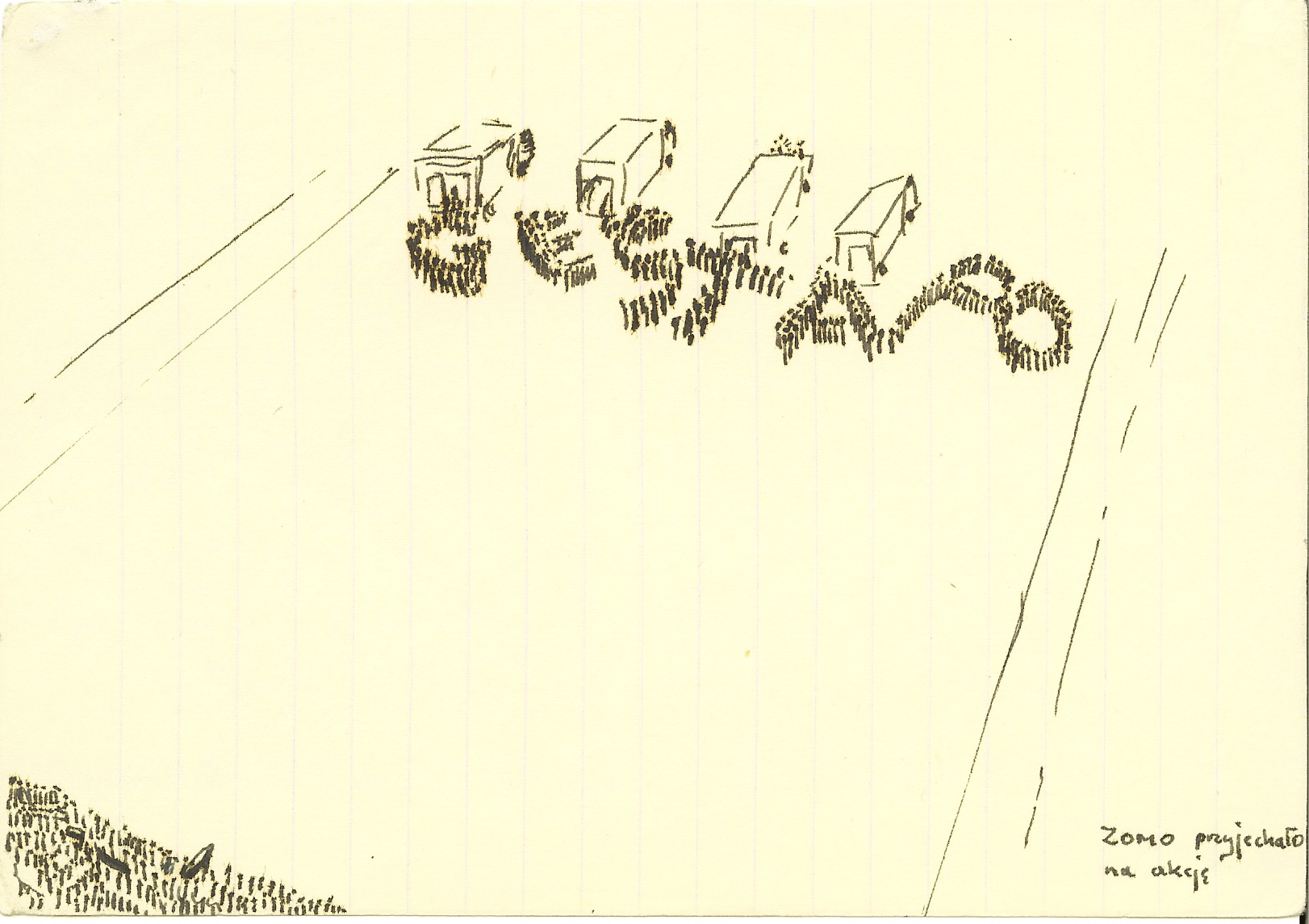
"La ZOMO arriva per un'azione", vignetta satirica degli anni ottanta.

Le ZOMO ottennero la maggior parte della reputazione negativa tra il popolo durante la legge marziale in Polonia (1981–1983). Durante questo periodo, le loro azioni brutali contro i manifestanti spesso affiliati al movimento di Solidarność, e la successiva mancanza di processi contro i responsabili delle morti dei manifestanti, furono i principali fattori che portarono alla caduta del regime. Per parodiare il gergo comunista, spesso la ZOMO veniva spesso chiamata "Il cuore che batte del partito" (in polacco Bijące serce Partii). Dal 1990 furono svolti numerosi processi contro i membri delle ZOMO e dei loro leader politici, soprattutto per il caso del massacro nella miniera di carbone di Wujek (dove nove persone morirono durante la pacificazione di Wujek del 1981 quando il plotone speciale di Katowice aprì il fuoco sui minatori in protesta, causando l'incidente più sanguinoso nel periodo della legge marziale).

## Personale ed equipaggiamento
Dalla metà degli anni settanta, la ZOMO veniva considerata una delle migliori formazioni di polizia ben equipaggiate e addestrate del blocco orientale. Un candidato alla ZOMO doveva essere alto almeno 180 cm e pesare 90 kg . Dopo l'espansione del 1968, le persone coscritte potevano servire opzionalmente nelle ZOMO, e, durante la legge marziale, i riservisti che servirono in tale formazione furono chiamati per l'ORMO, le unità di riserva della MO. La formazione contava più di 12.000 membri verso la fine degli anni ottanta (il doppio della designazione iniziale di 6.000 unità), posizionati in caserme nelle maggiori città del Paese. Le ZOMO della legge marziale erano equipaggiate con diversi veicoli militari della polizia (tra cui BTR-60 per i plotoni speciali) e varie armi da fuoco (inclusi fucili a canna liscia, mitra e fucili mitragliatori), come anche diversi tipi di equipaggiamenti antisommossa  (manganelli, gas lacrimogeni, cannoni ad acqua, proiettili di gomma, scudi antisommossa di metallo e plastica e caschi con visiera). Dal 1968 cominciarono ad indossare delle uniformi simili a quelle militari con uno schema mimetico molto simile a quello dell'Armata popolare polacca.

## Dismissione
L'ultima azione delle truppe ZOMO avvenne il 3 luglio 1989, quando dispersero una manifestazione contro la candidatura presidenziale del generale Wojciech Jaruzelski, ex leader del Consiglio Militare di Salvezza Nazionale. Le unità furono dismesse il 7 settembre 1989 in seguito alla caduta del regime comunista, e sostituite con le unità OPP (anitsommossa) e SPAP (risposta rapida e antiterrorismo) della Policja polacca.
Nell'odierna Polonia, la parola "ZOMO" (o zomowiec, l'uomo ZOMO) è un peggiorativo usato dai manifestanti per indicare tutti i tipi di polizia antisommossa (come anche la parola Gestapo gridata spesso per descrivere la brutalità poliziesca).